# Brachypelma andrewi
Brachypelma andrewi é uma espécie de aranha pertencente à família Theraphosidae.